# Stearns Collection of Musical Instruments
De Stearns Collection of Musical Instruments is een collectie muziekinstrumenten die wordt beheerd door de School of Music, Theatre & Dance van de Universiteit van Michigan in Ann Arbor, Michigan. De collectie bestaat uit meer dan 2500 historische en moderne muziekinstrumenten uit de gehele wereld. De basis van de collectie werd gelegd door een gift aan de universiteit van de farmaceutische zakenman Frederick Stearns in 1899.

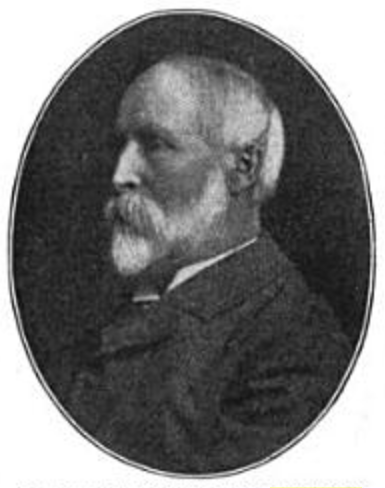
Frederick Stearns, industrieel (farmaceutica) en grondlegger van de collectie

De collectie muziekinstrumenten staat internationaal bekend als een unieke onderzoekscollectie en omvat onder meer de trompetverzameling van Armando Ghitalla, de voormalige hoofdtrompettist van het Boston Symphony Orchestra en docent van de Universiteit van Michigan; een collectie vioolstrijkstokken van Jerry Tetewsky; de eerste commercieel geproduceerde Moog-synthesizer van Robert Moog uit 1964; en de theremin die gebruikt werd tijdens de uitzendingen van de radioserie The Green Hornet van 1936 tot 1952.
In 1918 publiceerde Albert A. Stanley een catalogus van de Stearns Collection, waarvan in 1921 de tweede editie verscheen. In 1988 bracht James M. Borders een catalogus uit met de Europese en Amerikaanse blaas- en percussie-instrumenten uit de verzameling.
De muziekinstrumenten uit de Stearns Collection zijn beschikbaar voor onderzoekers en studenten en worden regelmatig gebruikt bij optredens. Ook worden er lezingen over de collectie gegeven. De Stearns Collection kreeg in 2017 een nieuw onderkomen op het universiteitsterrein waardoor de collectie toegankelijker is geworden en beter kan worden geïntegreerd in het onderwijs. Alle instrumenten zijn genummerd en geregistreerd, gerangschikt naar de wijze waarop ze geluid voortbrengen en verder onderverdeeld in geografische gebieden van herkomst.
De collectie omvat ook een aantal vervalste instrumenten die Stearns kocht van Leopoldo Franciolini: een beruchte Italiaanse oplichter die eind negentiende en begin twintigste eeuw goede zaken deed.
Een aantal instrumenten is tentoongesteld in de foyer van het Earl V. Moore Building van de School of Music, Theatre & Dance op de noordelijke campus van de universiteit. Daarnaast is een deel van de collectie te bezichtigen in de benedenfoyer en op het tweede balkon van het Hill Auditorium op de centrale campus. Sinds 2011 is de Stearns Collection ook beschikbaar via internet. Deze online database bevat meer dan 13.000 afbeeldingen.